# Oosterzele
Oosterzele est une commune néerlandophone de Belgique située en Région flamande, dans la province de Flandre-Orientale.

## Géographie

### Sections de la commune
| # | Section              | Superf. (km²) | Habitants (2020) | Habitants par km² | Code INS |
| - | -------------------- | ------------- | ---------------- | ----------------- | -------- |
| 1 | Oosterzele (I)       | 11,86         | 3.416            | 288               | 44052A   |
| 2 | Balegem (II)         | 12,09         | 3.675            | 304               | 44052B   |
| 3 | Scheldewindeke (III) | 12,02         | 3.757            | 313               | 44052C   |
| 4 | Moortsele (IV)       | 3,68          | 1.151            | 313               | 44052D   |
| 5 | Landskouter (V)      | 1,99          | 733              | 369               | 44052E   |
| 6 | Gijzenzele (VI)      | 1,93          | 953              | 493               | 44052F   |

### Communes limitrophes
- a. Wetteren
- b. Westrem (Wetteren)
- c. Bavegem (Sint-Lievens-Houtem)
- d. Letterhoutem (Sint-Lievens-Houtem)
- e. Sint-Lievens-Houtem
- f. Elene (Zottegem)
- g. Velzeke-Ruddershove (Zottegem)
- h. Dikkelvenne (Gavere)
- i. Baaigem (Gavere)
- j. Munte (Merelbeke)
- k. Bottelare (Merelbeke)
- l. Lemberge (Merelbeke)
- m. Gontrode (Melle)
- n. Melle

## Héraldique
|  | La commune possède des armoiries qui lui ont été octroyées le 15 juin 1932 et modifiées le 1er décembre 1980. Ce sont celles de la famille noble espagnole Rodriguez de Evora et Vega. Ils ont acquis la plus grande partie de la municipalité actuelle en 1602 et ont été élevés au rang de marquis de Rode, auquel appartient la région, en 1682. Ils ont été les derniers seigneurs des différents villages jusqu'à la fin du XVIIIe siècle. Blasonnement : Écartelé: 1. et 4. d'azur à trois étoiles à six pointes d'or. 2. et 3. d'azur au lion contourné d'or lampassé de gueules, une barre de gueules brochant sur le tout, chargée en chef d'une comète d'or et en pointe d'un rocher à trois sommets du même. Écusson: D'or à un lion contourné de sable, armé et lampassé de gueules, à la bordure engrelée de sable. Source du blasonnement : Heraldy of the World. |

## Démographie

### Évolution démographique: Avant la fusion des communes
- Sources : INS, Rem. : 1831 jusqu'en 1970 = recensements, 1976 = nombre d'habitants au 31 décembre[3].

### Évolution démographique de la commune fusionnée
Graphe de l'évolution de la population de la commune. Les données ci-après intègrent les anciennes communes dans les données avant la fusion en 1977.
- Source : DGS - Remarque: 1831 jusqu'à 1981=recensement; depuis 1990=nombre d'habitants chaque 1er janvier[4]